# Victor Garber
Victor Garber, celým jménem Victor Joseph Garber, (* 16. března 1949, London, Kanada) je kanadský herec.

## Životopis
Jeho matkou byla známá kanadská herečka a zpěvačka Hope Garberová, o kterou se až do její smrti staral kvůli Alzheimerově chorobě. Sám je od 12 let diabetik. Matka zemřela v roce 2005, otec v roce 1993. Má bratra a sestru. Posledních 13 let žije s malířem Rainerem Andreesenem.

### Studium a počátek profesní kariéry
Své první herecké kroky učinil na scéně Grand Theatre v kanadském Londonu, když roku 1957 nastoupil do Dětského divadelního programu. V roce 1964, v patnácti letech odešel studovat do Toronta. Po dokončení divadelního vzdělání začal na krátkou dobu pracovat s experimentální divadelní společností Toronto Workshop Productions. Od roku 1967 se však vzdal hraní a až do roku 1972 vystupoval s hudební skupinou Sugar Shop.

### Filmové a televizní herectví
Jeho filmová kariéra začala v roce 1973 kdy se objevil v jedné z hlavních rolí muzikálu Godspell. Poté hrál ještě v několika nepříliš známých televizních filmech, jako jsou Cyrano (1974), Tartuffe (1978), Roanoak (1986). Ty sice nesklidily velkou slávu, ale poskytly mu příležitost pro rozvíjení jeho hereckého talentu.
Zlom přišel v roce 1992, kdy ho režisér Cameron Crowe obsadil do jedné z vedlejších rolí filmu Mladí (Singles). Díky této roli si ho všiml režisér známého hororu Kočičí lidé (Cat People) Paul Schrader a obsadil ho do svého filmu Muž bez spánku (Light Sleeper, 1992), vedle Willema Dafoe a Susan Sarandon. Po tomto snímku si ho Hollywood začal více všímat a Victor Garber se začal objevovat i v kasovních trhácích, jako jsou například Samotář v Seattlu (Sleepless in Seattle, 1992, po boku Toma Hankse a Meg Ryanovou), Blázni a poloblázni (Mixed Nuts, 1994, v hlavní roli Steve Martin), Marvinův pokoj (Marvin's Room, 1996, s Meryl Streepovou, Leonardem DiCapriem, Diane Keatonovou a Robertem De Nirem).
Jeho nejvýznamnější role byly ve snímcích Titanic (1997), kde si po boku Leonarda DiCapria a Kate Winslet zahrál známého stavitele lodí Thomase Andrewse, a advokáta v komedii Pravá blondýnka (Legally Blonde, 2001) po boku Reese Witherspoonové. Hrál i v životopisném filmu Milk (2008) se Seanem Pennem nebo Město (The Town, 2010) s Benem Affleckem a rovněž v Affleckově dalším dramatickém thrilleru Argo (2012).
Bylo možné ho vídat také v řadě televizních seriálů, zejména Alias (2001) po boku Jennifer Garnerové jako agenta tajné služby a otce hlavní hrdinky a v právnickém seriálu Eli Stone (2008), kde hrál po boku Jonnyho Lee Millera a Natashi Henstridgeové ředitele právnické společnosti, kde pracuje hlavní hrdina a zároveň jeho budoucí tchán.